# Sea Eagle
Sea Eagle – brytyjski, przeciwokrętowy pocisk odrzutowy, powietrze-woda.

## Geneza
Historia pocisku rozpoczyna się w 1973 roku kiedy to ministerstwo obrony Wielkiej Brytanii ogłosiło zapotrzebowanie na nowy przeciwokrętowy pocisk rakietowy o dużym zasięgu mogący w przyszłości zastąpić rakiety naprowadzana radiokomendowo, z telewizyjną głowicą AJ 168 Martel. Na zapotrzebowanie odpowiedziała firma British Aerospace, która w 1979 roku wybudowała prototyp pocisku oznaczony jako P3T. Testowanie nowej rakiety ukończono w 1982 roku a do produkcji seryjnej już pod nazwą Sea Eagle weszła w 1984 roku.

## Konstrukcja
Aby sprostać wymaganiom dotyczącym zasięgu rakiety, zdecydowano się na użycie silnika turboodrzutowego o masie około 50 kg. Chwyt powietrza dla silnika umieszczony został pod dolnymi statecznikami pocisku. Naprowadzanie rakiety jest typu „wystrzel i zapomnij”. System naprowadzający składa się z bezwładnościowego układu nawigacyjnego kierującego pociskiem przez większą część lotu, radiowysokościomierza i centymetrowego radaru o zasięgu 30 km firmy GEC Marconi naprowadzającego pocisk na cel w ostatniej fazie lotu. Radiolokator przechodzi na automatyczne śledzenie celu w odległości ok. 18 km. Pocisk leci na wysokości 10 - 20 metrów nad wodą.

## Użytkownicy
W Wielkiej Brytanii nosicielami pocisków były samoloty Blackburn Buccaneer (4 pociski maksymalnie), Panavia Tornado GR. 1B (4 pociski maksymalnie) oraz Sea Harrier FRS.1/FA.2 mogący przenosić dwie rakiety Sea Eagle. Rakiety zostały również zakupione przez Chile, gdzie do przenoszenia pocisków wykorzystywane są samoloty A-36M Halcon (bojowa odmiana hiszpańskich CASA C-101) oraz Arabia Saudyjska, która uzbroiła swoje Tornado IDS w Sea Eagle. Rakiety zakupiły również Indie, przy czym ich nosicielami obok samolotów są również śmigłowce Sea King Mk.42B.